# Plymouth Roadking
Plymouth Roadking – samochód osobowy wyprodukowany pod amerykańską marką Plymouth w latach 1938–1940.

## Galeria

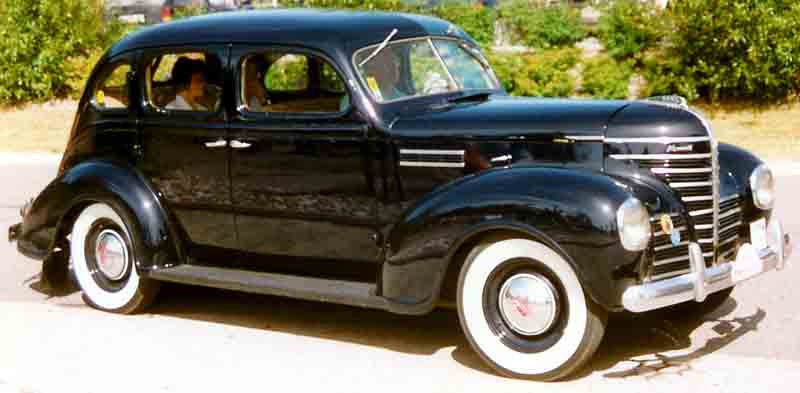
Plymouth Business P7
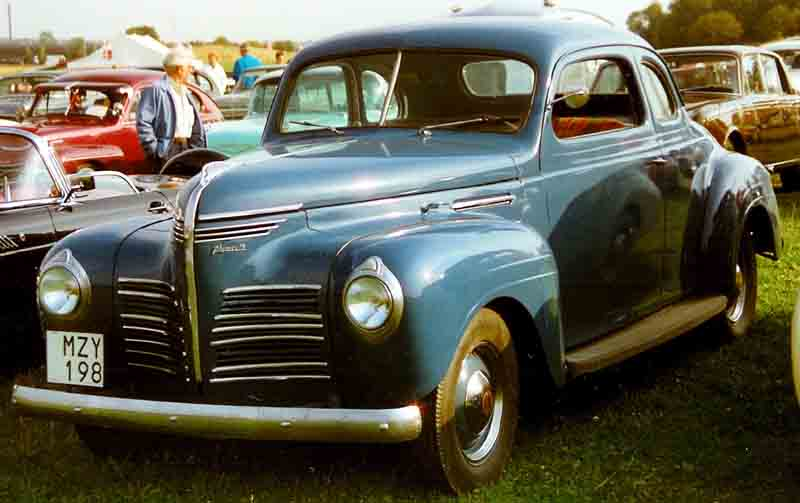
Plymouth Business P9